# Casa Comiols
La Casa Comiols és una casa a Merea, al municipi de Gavet de la Conca (Pallars Jussà) inclosa a l'Inventari del Patrimoni Arquitectònic de Catalunya.

## Descripció
Edifici adossat a altres cases del poble. La casa consta de planta baixa i dos pisos; la teulada té aiguavés a la façana i és de teules àrabs. A la façana hi ha finestres quadrades, una d'elles amb llinda de pedra i arc de descàrrega. Té un nivell més alt que l'altre i diversos corrals adossats. Tot el conjunt està envoltat per un mur i un gran portal dona entrada a un passadís emporxat que antigament era l'única manera d'accedir al nucli. La majoria de les bigues de fusta són originals, altres són de formigó i són posteriors.

## Història
Quan es tancava la porta del mas, tot el conjunt quedava protegit pel mur. La descendència es va anar repartint les diferents dependències de la masia i el nucli es va anar ampliant. La casa avui està molt deteriorada, tot i que hi viuen els únics habitants fixes del poble.
La datació s'ha fixat tenint en compte la data de l'església, que feia de capella de Can Comiols (1636); el aquest moment històric, després de la Guerra dels Segadors, molts pobles es fortificaren aixecant murs i, fins a finals del segle xviii, la gent s'havia de protegir dels lladres per la gran misèria que hi havia.